# سيث باول
سيث باول (بالإنجليزية: Seth Powell)‏ (1 يناير 1862 - 3 فبراير 1945) هو لاعب كرة قدم بريطاني (وحمل سابقاً جنسية المملكة المتحدة لبريطانيا العظمى وأيرلندا) في مركز الدفاع. شارك مع منتخب ويلز لكرة القدم. أما مع النوادي، فقد لعب مع نادي بيرتن ألبيون ووست بروميتش ألبيون ونادي تشستر سيتي ونادي أوزورتي تاون ‏.

## وصلات خارجية
- سيث باول على موقع قاعدة بيانات كرة القدم.إي يو (الإنجليزية)